# معاملة المثليين في أوكرانيا
يواجه الأشخاص من المثليين والمثليات ومزدوجي التوجه الجنسي والمتحولين جنسياً (اختصاراً: LGBT) في أوكرانيا تحديات قانونية لا يواجهها غيرهم من المغايرين جنسيا. يعتبر النشاط الجنسي المثلي غير التجاري بين البالغين المتراضين في القطاع الخاص قانونيًا في أوكرانيا، ولكن غالبًا ما توصف المواقف الاجتماعية السائدة بعدم التسامح مع الأشخاص المثليين، كما أن المنازل التي يعيش فيها الشركاء المثليون غير مؤهلة للحصول على نفس الحماية القانونية المتاحة للأزواج المغايرين.
منذ سقوط الاتحاد السوفييتي واستقلال أوكرانيا في عام 1991، أصبح المجتمع الأوكراني المثلي أكثر حضورا وأكثر تنظيما من الناحية السياسية، حيث نظم العديد من فعاليات المثليين في كييف، أوديسا، خاركيف وكريفي ريه. وقد شابت هذه الأحداث هجمات عنيفة من قبل الجماعات القومية وإلغاء من قبل السلطات. معظم الأوكرانيين يتبعون للكنيسة الأرثوذكسية الشرقية، التي لها تأثير كبير على مفهوم المجتمع تجاه أعضاء مجتمع المثليين. عارضت الكنيسة الأرثوذكسية أحداثاً وجماعات المثليين، غالباً باسم «مكافحة الفجور»، وشجعت حتى على الهجمات العنيفة. على هذا النحو، فإن العديد من الأشخاص من مجتمع المثليين في أوكرانيا يتحدثون عن شعورهم بالحاجة إلى الكذب حول توجههم الجنسي الحقيقي أو هويتهم الجندرية من أجل تجنب التعرض للتمييز أو المضايقات العنيفة. وقد اقترح العديد من السياسيين قمع حرية التعبير وحرية التجمع عن المثليين والمثليات، من خلال سن قوانين ما يسمى «الدعاية المضادة».
في دراسة أوروبية عام 2010، اعتقد 28% من الأوكرانيين الذين شملهم الاستطلاع أن الأفراد المثليين يجب أن يعيشوا بحرية ومثل ما يريدون. وجد استطلاع أجراه عام 2017 أن 56% من الأوكرانيين يعتقدون أن الأفراد المثليين وثنائيي الجنس ينبغي أن يتمتعوا بحقوق متساوية، مما يمثل تحولا كبيرا في الرأي العام. أصبحت المواقف أكثر قبولا، تمشيا مع الاتجاهات العالمية. في عام 2015، وافق البرلمان الأوكراني على قانون العمل لمكافحة التمييز تغطي التوجه الجنسي والهوية الجندرية، وفي عام 2016 وافق المسؤولون الأوكرانيون على تبسيط عملية التحول للمتحولين جنسيا وقننوا بالسماح للرجال المثليين ومزدوجي التوجه الجنسي بالتبرع بالدم. أثرت رغبة أوكرانيا في الانضمام إلى الاتحاد الأوروبي بشدة على نهجها في حقوق المثليين. صنف الفرع الأوروبي للمؤسسة الدولية للمثليين والمثليات ومزدوجي التوجه الجنسي والمتحولين جنسيا وثنائيي الجنس (ILGA - Europe) أوكرانيا في المرتبة 36 من 49 دول أوروبية من حيث التشريعات المتعلقة بحقوق المثليين، على غرار أعضاء الاتحاد الأوروبي ليتوانيا ورومانيا.

## قانونية النشاط الجنسي المثلي
كجزء من الاتحاد السوفياتي، حظر القانون الجنائي النشاط الجنسي المثلي. في عام 1991، تم تعديل القانون من أجل حماية الحق في الخصوصية بشكل أفضل. واليوم، لا ينطبق القانون المجرم إلا إلى النشاط الجنسي المثلي عندما يتعلق الأمر بالدعارة، أو الأشخاص تحت السن القانونية للنشاط الجنسي أو النشاط الجنسي غير الطوعي أو النشاط العام الذي يعتبر انتهاكًا لمعايير الآداب العامة. سن القبول هو 16، بغض النظر عن التوجه الجنسي أو الجنس.

## الاعتراف العلاقات الجنسية المثلية
يحظر الدستور زواج المثليين، إذ تحدد المادة 51 من الدستور الزواج على وجه التحديد بأنه اتحاد طوعي بين الرجل والمرأة. لا يوجد اعتراف قانوني بزواج المثليين، ولا يوجد أي شكل من أشكال الاعتراف بالشركاء المثليين.
في 23 نوفمبر 2015، وافقت الحكومة على خطة عمل لتنفيذ الإستراتيجية الوطنية لحقوق الإنسان في الفترة حتى عام 2020، والتي تشمل الوعد بإعداد مشروع قانون لإنشاء شراكات مدنية مسجلة للشركاء المثليين من نفس الجنس بحلول عام 2017، من بين أمور أخرى.. ولكن، في أوائل عام 2018، ذكرت وزارة العدل أن «تطوير وتقديم مشروع قانون إلى الحكومة بشأن تشريع الشراكة المدنية المسجلة في أوكرانيا لا يمكن تنفيذه» بسبب «العديد من الاستئنافات من المجالس الإقليمية ومجلس الكنائس والمنظمات الدينية الأخرى».
في يونيو 2018، أكدت وزارة العدل أنه «لا يوجد حاليا أي أساس قانوني» لزواج المثليين أوالشراكات المدنية في أوكرانيا.

## التبني وتنظيم الأسرة
يُسمح للشخص العازب من مواطني أوكرانيا بغض النظر عن التوجه الجنسي بالتبني، لكن يُحظر بشكل صريح تطبيق القانون على للشركاء والأزواج المثليين (المادة 211 من قانون الأسرة في أوكرانيا). بالإضافة إلى ذلك، يجب أن يكون المتبني أكثر من 15 عامًا على الأقل من الطفل المتبنى، أو أكبر من 18 عامًا إذا ما تبنى شخصًا بالغًا. ويذكر القانون أيضًا أن الأشخاص «الذين تتعارض مصالحهم مع مصالح الطفل» قد لا يسمح لهم بالتبني، ولكن لا يعرف ما إذا كان هذا الحكم قد تم تطبيقه ضد المثليين أم لا.
يتم وضع قيود إضافية على المتبنين الأجانب. لا يُسمح إلا للأزواج المتزوجين المغايرين بتبني أطفال من أوكرانيا.
ومع ذلك، تتمكن الشريكات المثليات من الوصول إلى الأمومة أكثر من الرجال، لأن عمليات التلقيح الصناعي وعلاجات التلقيح بالمساعدة تعتبر قانونية.

## الحماية من التمييز وقوانين جرائم الكراهية

خريطة أوكرانيا مع علم فخر المثليين

بعد أن فشل البرلمان الأوكراني في الحصول على ما يكفي من الأصوات في 5 و 9 نوفمبر 2015، وافق على قانون لمكافحة التمييز الذي يحظر التمييز على أساس التوجه الجنسي أو الهوية الجندرية في العمل في 12 نوفمبر 2015. تم تأجيل قانون مماثل (هذا القانون كان سيمنع أصحاب العمل من رفض العمال على أساس توجههم الجنسي) إلى أجل غير مسمى في 14 مايو 2013. كان القانون الذي صدر في 12 نوفمبر 2015 مطلبًا من قبل الاتحاد الأوروبي لأوكرانيا للمضي قدمًا في طلبها للسفر بدون تأشيرة إلى منطقة شنغن. قبل التصويت على مشروع القانون، عارض رئيس البرلمان الأوكراني فولوديمير غرويسمان بقوة زواج المثليين.
هناك قانون وطني لجرائم الكراهية يمكن تفسيره على أنه يتضمن التوجه الجنسي والهوية الجندرية، لكن لم يتم البت فيه من قبل المحاكم.
في نوفمبر/تشرين الثاني 2016، رفض البرلمان الأوكراني دعم اتفاقية منع ومكافحة العنف ضد المرأة والعنف المنزلي، وهي معاهدة أوروبية خاصة بالعنف المنزلي، لإشارتها إلى التوجه الجنسي والهوية الجندرية، وهو ما انتهك حسب ما قاله العديد من المشرعين الأوكرانيين القيم المسيحية الأساسية. تهدف الاتفاقية إلى مكافحة العنف المنزلي ضد المرأة.

## الهوية الجندرية والتعبير عنها
يصنف التحول الجنسي باعتباره اضطرابا نفسيا. تعتبر جراحة إعادة تحديد الجنس قانونية في أوكرانيا، ولكنها قانونية لمن تجاوزت أعمارهم 25 عامًا فقط.
في عام 2011، تم تعديل القانون المدني الأوكراني وسمح للأشخاص المتحولين جنسياً الذين خضعوا لعملية جراحية بتغيير أسمائهم لتعكس هويتهم الجنسية بشكل أفضل. في عام 2014، قام 7 أشخاص بتغيير جنسهم، وتلقى خمسة أشخاص وثائق جديدة.
منذ ديسمبر 2016، يتم إصدار وثائق هوية جديدة قبل إجراء الجراحة. جاء ذلك بعد قرار صدر في أغسطس 2016، والذي أمر بتغييرات طلبها اثنان من المتحولين جنسيا إلى جوازات سفرهم وجميع الوثائق الأخرى دون أن يطلب منهم الخضوع لعملية جراحية. أيضا، يمكن للأطفال الذين لديهم أطفال تقل أعمارهم عن 18 عامًا والمتزوجين التقدم الآن أيضًا للتحول جنسيا. في السابق، كان جميع المتقدمين بحاجة إلى إذن من لجنة خاصة تابعة لوزارة الرعاية الصحية وكانوا بحاجة إلى قضاء 30 يومًا في مستشفى للأمراض النفسية (عادةً ما يتم وضعهم في نفس الأجنحة مع المرضى المصابين بأمراض عقلية) ويحتاجون إلى تشخيص «تغيير الجنس» كل هذا لم يعد مطلوبًا.

## الخدمة العسكرية
الخدمة العسكرية للرجال إلزامية في أوكرانيا. وفقا للقانون، فإن المثلية الجنسية ليست سببا للإعفاء من الجيش. ومع ذلك، يحاول العديد من الرجال المثليين الشباب تجنب استدعاء الخدمة العسكرية لأنهم يخشون مواجهة العلاقات غير المصرح بها والصعوبات الأخرى. بالإضافة إلى ذلك، يُسمح للنساء بالخدمة أيضًا.

## التبرع بالدم
في أبريل 2016، سنت وزارة الصحة الأوكرانية لوائح جديدة تنظم التبرع بالدم، مما يسمح للرجال المثليين ومزدوجي التوجه الجنسي بالتبرع بالدم. في السابق، أدرجت وزارة الصحة «المثلية الجنسية» على أنها سلوك محفوف بالمخاطر لا يمكن للجهات المانحة التبرع بالدم منه.

## المجتمع
تظل المثلية الجنسية وازدواجية التوجه الجنسي والتحول الجنسي من الموضوعات المحظورة في أوكرانيا. يميل معظم الأوكرانيين المنتسبين إلى الكنيسة الأرثوذكسية أو الكاثوليكية إلى اعتبار المثلية الجنسية وأدوار الجندر غير التقليدية بمثابة علامات على الفجور. قبل موقف فخر كييف في 25 مايو 2013، ذكر رئيس الكنيسة الأرثوذكسية الأوكرانية، البطريرك فيلاريت، أن الأشخاص الذين يدعمون حقوق المثليين سيكونون ملعونين، وشجب رئيس أساقفة الكنيسة الكاثوليكية اليونانية الأوكرانية سفياتوسلاف شيفتشوك المثلية الجنسية باعتبارها خطيئة بمثابة القتل الخطأ.
بعيدا عن التعاليم الدينية التقليدية، نشأ معظم الأوكرانيين مع القليل، إن وجد، من التعليم العام القائم على الحقائق حول الجنس البشري بشكل عام، وحول التوجه الجنسي والهوية الجندرية. ويعزز نقص التثقيف الجنسي وجهة نظر المثليين جنسياً باعتبارهم مجموعة اجتماعية خطيرة، كمصدر للأمراض المنقولة جنسياً، لا سيما فيروس نقص المناعة البشرية/الإيدز.
خلال الحقبة السوفياتية، وصفت أي علاقات جنسية لم تكن مغايرة بأنها غير طبيعية. لا تزال توجد بعض بقايا العقلية السوفييتية، التي ترى الموضوعات الجنسية كمحرمات، بل وتنفي وجودها، حتى اليوم.
اليوم، هناك تقارير متكررة عن المضايقات، وحتى العنف الموجه ضد المثليين في أوكرانيا. كثير من الأشخاص من مجتمع المثليين في أوكرانيا يتحدثون عن شعورهم بالحاجة إلى الكذب حول توجههم الجنسي الحقيقي أو هويتهم الجندرية لتجنب التعرض للتمييز أو المضايقات العنيفة.
وكثيرا ما يتم الإبلاغ عن الجرائم التي ترتكز على التمييز أو جرائم الكراهية ضد الأشخاص من مجتمع المثليين في الصحافة الدولية، وبينما لا يكون هذا العنف قانونيًا في أوكرانيا، فهناك تصور لدى الأشخاص الذين يعيشون في أوكرانيا وعالميًا أن هذا العنف مدعوم من قبل الحكومة. وبالكاد تقوم الشرطة الأوكرانية بأية اعتقالات للمهاجمين. يضغط التعصب السائد والتهديد بالعنف على العديد من الناس المثليين لعدم الإفصاح عن توجههم الجنسي، خاصة إذا كانوا شخصيات عامة يشعرون بأن حياتهم المهنية كسياسي أو مشهور ستنتهي إذا عرف الناس أنهم جزء من مجتمع المثليين.
في حين أن المواقف العامة السائدة غير متسامحة، فقد أصبح مجتمع المثليات الأوكراني أكثر وضوحًا وأكثر تنظيماً سياسياً منذ عام 1991. ولا يزال الكثير من هذا يقتصر على الأحداث السرية في المدن الحضرية مثل كييف، ولكن قضية حقوق المثليين في أوكرانيا تمت مناقشتها بشكل علني أكثر بكثير، إلى حد كبير كنتيجة لأفعال القوميين اليمينيين والمحافظين الاجتماعيين لتصنيف أي صور إيجابية لمجتمع المثليين كإباحية.
أحد الحركات الرئيسية في معارضة حقوق المثليين في أوكرانيا هي «حركة المثليون السابقون» التي تعتقد أن التوجهات الجنسية للمثليين أو المثليات أو مزدوجي التوجه الجنسي أو الهوية الجنسية يمكن «شفائها» من خلال برامج علاجية أو دينية. أكبر هذه الجماعات في أوكرانيا هو الحب ضد «المثلية الجنسية»، الذين يعتقدون أن الأشخاص المثليين جنسياً هم «منحرفون جنسيون» يحتاجون إلى الشفاء. تأسف المنظمة «للتمييز ضد المغايرين جنسياً».
اشتكى الأفراد من المثليات والمثليين ومزدوجي التوجه الجنسي والمتحولين جنسيا من زيادة الهجمات في جمهورية دونيتسك الشعبية في شرق أوكرانيا. العديد من المتطوعين الذين أخذوا لاجئين من الأراضي التي تسيطر عليها جمهورية دونيتسك الشعبية رفضوا استضافة الأشخاص من مجتمع المثليين.

## الرقابة وحرية التعبير
في عام 1999، قال الرئيس السابق لأوكرانيا، ليونيد كرافتشوك، أن هناك قضايا أكثر أهمية من حقوق المثليين لمناقشة في البرلمان وهو سبب أن المثلية الجنسية إما مرض عقلي أو التأثير المفسد للأفلام الأجنبية.
في عام 2007، دعا زعيم اللجنة البرلمانية لحقوق الإنسان الرجال المثليين ب«المنحرفين» الذين يجب إيقافهم. برز أعضاء آخرون في البرلمان، هم النائب الشيوعي ليونيد غراش، عن المثلية الجنسية والمثلية الجنسية عند النساء كالشر الذي يجب على الدولة أن توقفه.
تم تمرير القراءة الأولى لمشروع قانون كان من شأنه أن يجعل من غير القانوني الحديث عن المثلية الجنسية في العام وفي وسائل الإعلام، ولاستيراد وتوزيع وتذييل منتجات الفيديو والصوت التي «تشجع على المثلية الجنسية» (مع عقوبات تصل إلى خمس سنوات في السجن وغرامات من أجل تم إصدار ما يصل إلى 5000 هريفنيا أوكرانية (616 دولارًا أمريكيًا) في البرلمان الأوكراني في 2 أكتوبر 2012. احتج ما يقرب من 20 من نشطاء المجتمع الذين يمثلون العديد من المنظمات خارج مبنى البرلمان الأوكراني خلال التصويت.
في 4 أكتوبر 2012، تم جدولة إجراء تصويت ثانٍ في 16 أكتوبر. واعتبر هذا القانون معاديا للمثليين من قبل مجتمع المثليين ومنظمات حقوق الإنسان ونددت به منظمة العفو الدولية، والاتحاد الأوروبي والأمم المتحدة. أعلنت لجنة البندقية في يونيو 2013 أن مشروع القانون «يتعارض مع الاتفاقية الأوروبية لحقوق الإنسان والمعايير الدولية لحقوق الإنسان». في يناير 2015، تمت إزالة مشروع القانون من جدول الأعمال.
وبدأت جماعات مناهضة للمثليين عريضة فيما بعد، داعية إلى «اتخاذ تدابير لوقف دعاية المثلية الجنسية وللدفاع عن القيم العائلية». في مارس 2018، أزال أمين المظالم المناهض للتمييز في أوكرانيا الالتماس من قسم الالتماسات الإلكترونية. بحلول ذلك الوقت، تلقى الالتماس 23000 توقيعًا ودعمًا من منظمات دينية مختلفة. ووصف أمين المظالم العريضة بأنها «مناهضة للحرية»، وحذفها بسبب «احتوائها على دعوات لتقييد حقوق الإنسان.»

## ظروف الحياة
في عام 1998، تم إنشاء أول مجموعة حقوق المثليين. «عالمنا» هو مركز لمجتمع المثليين ومنظمة للدفاع عن حقوق الإنسان. في عام 2008، اجتمعت المنظمات الحقوقية الأوكرانية المثلية لتشكيل ائتلاف، اتحاد منظمات المثليين في أوكرانيا. تأسس «تحالف المثليين في أوكرانيا» (الأوكراني: Гей-альянс Україна) في عام 2009.

### مسيرات الفخر والتجمعات
في أيلول/سبتمبر 2003، عُقدت مسيرة الفخر الأولى، وكانت صغيرة، في كييف.
في مايو/أيار 2008، مُنعت المجموعات الأوكرانية المثلية من الاحتفال باليوم الدولي لمناهضة رهاب المثلية بعد تدخل في آخر لحظة من جانب السلطات التي أخبرت المنظمين أنه بسبب احتمال الاحتكاك، يجب إلغاء الأحداث. طلبت كل من جماعات الروم الكاثوليك، الإنجيليين المسيحيين، السبتيون، أبرشية مسيحية والمعمدانية واتحاد الكنائس الأرثوذكسية المستقلة من السلطات المحلية لمنع أي حدث لممثلي الأقليات الجنسية.
في مايو 2012، تم إلغاء مسيرة فخر المثليين في كييف من قبل المشاركين فيه لأنهم كانوا يخشون على سلامتهم. تعرض اثنان من نشطاء حقوق المثليين تعرضوا للضرب والغاز المسيل للدموع من قبل مجموعة من الشبان بعد أن تم إجلاء المشاركين في المسيرة من قبل الشرطة.
في 23 مايو/أيار 2013، وافقا محكمة أوكرانية على التماسً قدمته سلطات مدينة كييف لحظر إقامة أي أحداث، بخلاف تلك المتوخاة من قبل برنامج الاحتفال بيوم كييف (في الجزء المركزي من المدينة)؛ وبذلك حظرت فعلا مسيرة فخر المثليين في كييف التي كان من المقرر في 25 مايو. تم تغيير حدث الفخر إلى«حدث خاص خارج الجزء المركزي من كييف». في هذا اليوم على طريق ضيق بالقرب من حديقة بوشكين ومحطة مترو شولافيسكا، تجمع حوالي 50 شخصًا وساروا. من بينهم، 10 على الأقل من ميونيخ ألمانيا، بما في ذلك نائب رئيس البلدية هيب موناتزيدر، وبعضهم من السويد. ساروا تحت حماية 1500 من رجال الشرطة،  تم القبض على 13 من حوالي 100 متظاهر ضد المثليين ولم يقع أي عنف جسدي. بعد ساعة واحدة تم إجلاء المتظاهرين الذين شاركوا في المسيرة من المنطقة. في محاولة لتجنب هجمات الثأر، قاموا بتغيير ملابسهم وبدلوا وسائل النقل عدة مرات 
أُقيمت مسيرة فخر نظّمها ناشطون في مجال حقوق المثليين في وسط كييف في 11 كانون الثاني يناير 2014؛ أثناء احتجاجات الميدان الأوروبي.
تم إلغاء مسيرة فخر المثليين في كييف مرة أخرى في 5 يوليو 2014 بعد فشل الشرطة في ضمان حمايتها. كانت المسيرة ستكون صغيرة ومغلقة على بعد عدة كيلومترات خارج كييف. وطالبت حركة الحب ضد المثلية بإلغائها. في 7 يوليو 2014، طلب رئيس بلدية كييف فيتالي كليتشكو إلغاء مسيرة الفخر «أعتقد أنه في الوقت الحالي، في أعمال القتال وموت الكثير من الناس، لا تتطابق أحداث الترفيه مع الوضع القائم. وأنا أحث جميع هؤلاء الناس على عدم أعتقد أن هذا سيكون خطأ في هذه الظروف.» تعني «أعمال القتال» التي أشار إليها كليتشكو الحرب في دونباس.
في 6 يونيو 2015، أقيمت مسيرة الفخر الثانية في أوكرانيا. تم الانتهاء من المسيرة في أقل من نصف ساعة. عدد رجال الشرطة الذين يحمونهم فاق بكثير عدد المشاركين بالمسيرة. لم يتم الكشف عن مكان المسيرة إلا للمشاركين في المسيرة الذين سجلوا على موقعها على الإنترنت. وخلال المسيرة، أصيب خمسة من رجال الشرطة في مشاجرات بعد أن هاجم أشخاص مجهولون التجمع من خلال قنابل الدخان والحجارة. تم إدخال ضابط شرطة إلى قسم العناية المركزة. تم القبض على 25 من المهاجمين ضد المثليين. حضر المسيرة كل من أعضاء البرلمان سفيتلانا زاليشوك وسيرهي ليششينكو المسيرة مع السفير السويدي إلى أوكرانيا، أندرياس فون بيكيراث، ودبلوماسيون غربيون آخرون. حث المنظمون المشاركين في مسيرة الفخر على التفرق في مجموعات صغيرة وعدم استخدام مترو كييف. في 4 يونيو 2015، طلب رئيس بلدية كييف كليتشكو مرة أخرى إلغاء الكبرياء متذرعا ب«خطر الاستفزازات». من ناحية أخرى، صرح الرئيس الأوكراني بترو بوروشنكو في 5 يونيو 2015 أنه لا يوجد سبب لمنع المسيرة.
في 12 يونيو 2016، أقيمت مسيرة الفخر الثالثة في أوكرانيا، والتي أطلق عليها مسيرة المساواة، في كييف دون وقوع حوادث. استمرت مسيرة 1500 شخص حوالي نصف ساعة، وكان يحرسها أكثر من 5500 ضابط شرطة و 1200 عضو في الحرس الوطني. تم احتجاز 57 شخصًا معارض لها بسبب سلوكهم العدواني.
في 13 أغسطس 2016، عُقدت مسيرة فخر المثليين في أوديسا. استمرت مسيرة 50 شخصًا حوالي نصف ساعة وكان في حراستها أكثر من 700 ضابط شرطة. تم احتجاز عشرين رجلاً معارضا كانوا يحاولون اختراق الحدث.
في مايو 2017، نظم نشطاء المثليين مظاهرة في مدينة خاركيف. هاجم 30 شخصا معارضا المشاركين وضباط الشرطة، مما أسفر عن إصابة شخصين.
في 18 يونيو 2017، عُقدت مسيرة الفخر الرابعة في كييف، والتي أطلق عليه مرة أخرى مسيرة المساواة في كييف دون حوادث كبيرة مع احتجاز 6 أشخاص معارضين لمحاولتهم خرق الطوق الأمني.
في 17 يونيو 2018، أقيمت مسيرة فخر كييف للمثليين الخامسة، التي أطلق عليه مرة أخرى مسيرة المساواة، في وسط المدينة. استغرقت المسيرة أقل من ساعة واحدة، وحسب شرطة كييف فقد حضرها 3,500 شخص، قال المنظمون إن هناك ما لا يقل عن 5,000 مشارك. لم تقع أي حوادث خطيرة خلال المسيرة. اندلعت اشتباكات عندما حاول 150 من المتظاهرين من اليمين المتطرف إغلاق الطريق ولكنهم تم تفريقهم من قبل شرطة مكافحة الشغب واعتقال 57 متظاهرا منهم.

### الهجمات ضد مجتمع المثليين
في 22 يونيو / حزيران 2012، اقترب رجل من الناشطين في مجال المثليين جنسياً «تاراس كاراسيتشوك» قائلاً: «هل أنت 'شاذ'؟» ثم ركله في رأسه وفكه. وقالت هيومن رايتس ووتش إن على السلطات أن تعامل الحادث على أنه جريمة كراهية.
وذكر أحد خبراء منظمة العفو الدولية في أوكرانيا في عام 2013 أن «الناس تعرضوا للضرب وفي إحدى الحالات قتل بسبب توجههم الجنسي أو هويتهم الجندرية الحقيقية أو التي يتم تصورها. معظم هذه الجرائم لم يتم التحقيق فيها بشكل صحيح وتمر دون عقاب».
في 6 يوليو 2014، شنت مجموعة من 15-20 من النازيين الجدد هجومًا على نادي المثليين "Pomada" (أي: أحمر الشفاه) في كييف. وارتدى المهاجمون لباس التمويه والبالاكلافا (أقنعة للتزلج) وألقوا قنبلة دخانية وألعاب نارية.
في 29 أكتوبر 2014، اشتعلت النيران في أقدم مسرح للسينما في كييف، زوفن، عندما أُلقيت قنبلة دخانية عليه أثناء عرض فيلم ليالي الصيف الفرنسي، والذي تم عرضه كجزء من برنامج المثليين في مهرجان مولوديست للأفلام. لم يصب أي من حوالي مائة شخص الحاضرين. ألقت الشرطة القبض على اثنين من المشتبه بهم، أحدهم قال إن النية لم تكن لحرق المبنى، بل للاحتجاج على الأفلام المتعلقة بموضوع المثليين.
ذكر أولكسندر زينشينكو، ممثل «جمعية عالمنا»، في 3 يونيو 2015 أن 40 جريمة كراهية قد ارتكبت ضد المثليين في عام 2014 وأن حوالي 10 من هذه الجرائم قد حدثت في النصف الأول من عام 2015.
يتعرض الأشخاص من مجتمع المثليين للاضطهاد بفعالية في المناطق التي يسيطر عليها الانفصاليون في دونباس.

## الرأي العام
في مسح عام 2007 على مستوى البلد من قبل معهد علم الاجتماع، 16.7%لا يوافقون بشدة و 17.6% لا يتفقون مع العبارة التالية: يجب أن يكون المثليون والمثليات احرارا في أن يعيشوا حياتهم الخاصة كما يحلو لهم. فقط 30.2% وافق بشدة أو اتفق مع البيان. وكان هذا هو أدنى نسبة للذين يوافقون بشدة أو متفقون مع البيان في ال24 بلدا اين اجري الاستطلاع.
في استطلاع أجراه أنغوس ريد غلوبال مونيتور في ديسمبر/كانون الأول 2007، قال 81.3% من الأوكرانيين الذين شملهم الاستطلاع إن العلاقات المثلية «غير مقبولة أبداً»، بينما أجاب 13% بـ «مقبول في بعض الأحيان» و 5.7% «مقبول». من بين جميع السلوكيات المذكورة، كان يُنظر إلى المثلية الجنسية على أنه ثالث أسوأ أمر بعد السرقة والقيادة تحت تأثير الكحول. الجدير بالذكر أن الأشخاص اعتبروا هذا الأمر (العلاقات المثلية) كغير مقبولة أبداً أمثر من الزنا (61.5% أبداً، 29.3% في بعض الأحيان)، انتهاك قواعد المرور (70.2% أبداً، 25.6% أحياناً)، التلوث (73.3% أبداً، 22.4% أحياناً)، التهرب الضريبي (48.5%) أبدا، 37.5% في بعض الأحيان)، الخداع من أجل الربح (48.3% أبدا، 41.6% في بعض الأحيان)، فضلا عن قائمة من الأشياء الأخرى بما في ذلك الإجهاض، الجنس قبل الزواج، إخبار السلطات عن صديق قد سرق شيئا، الخ.
في استطلاع آخر أجرته مؤسسة أنغوس ريد غلوبال مونيتور، في يونيو/حزيران 2007، على قائمة طويلة من الإصلاحات الاجتماعية المحتملة في البلاد، حصل تشريع زواج المثليين على نسبة 4.7% فقط من الأصوات، وهو أدنى مستوى (الحد الأدنى التالي هو المخدرات، بنسبة 7.1%).
أفاد استطلاع أجرته مؤسسة غورشنين في ديسمبر 2010 أن «الموقف الأوكراني للأقليات الجنسية» كان «سلبيًا تمامًا» بالنسبة إلى 57.5%، «سلبيًا إلى حد ما» بنسبة 14.5%، «إيجابي إلى حد ما» لـ 10% و «إيجابي جدًا» ل3%.
وجد استطلاع أجرته مؤسسة «جي أف كي أوكرانيا» في مايو 2013 أن 4.6% من المستطلعين يؤيدون زواج المثليين و 16% يؤيدون أشكالًا أخرى للاعتراف القانوني بالعلاقات المثلية، بينما عارض 79.4% أي شكل من أشكال الاعتراف القانوني بالعلاقات المثلية.
كشف استطلاع للرأي قام به المجلس الثقافي البريطاني في صيف 2015 أن واحدًا من كل خمسة من الشباب الأوكراني لن يكون مرتاحًا لوجود أصدقاء له مثليين ومثليات.
يوم 25 سبتمبر عام 2016، كشفت الدراسات العلمية الأوروبية أن الأوكرانيين بين وجود مستويات أعلى من رهاب المثلية أكثر مما لدى الألبان والإيطاليين، مؤكدا على الدور المركزي للاختلافات الثقافية في مواقف رهاب المثلية.
أشار استطلاع مركز بيو للأبحاث وأشار استطلاع للرأي نشر مايو 2017 أن 9% من الأوكرانيين كانوا يؤيدون زواج المثليين، فيما عارض 85% ذلك. ووفقًا للاستطلاع، كان الأشخاص الأصغر سناً أكثر احتمالاً من الكبار لتأييد زواج المثليين القانوني (11% مقابل 7%).
وفقا لاستطلاع عام 2017 الذي أجرته المؤسسة الدولية للمثليين والمثليات ومزدوجي التوجه الجنسي والمتحولين جنسيا وثنائيي الجنس (بالإنجليزية: ILGA)‏، وافق 56% من الأوكرانيين على أنه ينبغي للمثليين والمثليات ومزدوجي التوجه الجنسي أن يتمتعوا بنفس الحقوق التي يتمتع الأشخاص المغايرون، في حين أن 21% لا يوافق. بالإضافة إلی ذلك، وافق 59 على أنه يجب حمایتھم من التمییز في مکان العمل في حين قال 20% من الأوكرانيين إن الأشخاص الذين يقيمون علاقات جنسية مثلية يجب أن يعتبروا كمجرمين، في حين أن 55% لا يوافقون على ذلك. أما بالنسبة للمتحولين جنسيا، فقد وافق 60% على أنه ينبغي لهم أن يتمتعوا بالحقوق نفسها، بينما اعتقد 58% أنه يجب حمايتهم من التمييز في العمل، واعتقدت نسبة 43% أنه ينبغي السماح لهم بتغيير جنسهم القانوني.

## ملخص
| قانونية النشاط الجنسي المثلي                                                             | (قانوني منذ عام 1991)                                            |
| المساواة في السن القانوني للنشاط الجنسي                                                  | (قانوني منذ عام 1991)                                            |
| قوانين مكافحة التمييز في التوظيف                                                         | (قانوني منذ عام 2015)                                            |
| قوانين مكافحة التمييز في توفير السلع والخدمات                                            | No                                                               |
| قوانين مكافحة التمييز في جميع المجالات الأخرى (تتضمن التمييز غير المباشر، خطاب الكراهية) | No                                                               |
| قوانين جرائم الكراهية تشمل التوجه الجنسي والهوية الجندرية                                | No                                                               |
| زواج المثليين                                                                            | (حظر زواج المثليين عبر تعريف الزواج بكونه اتحادا بين رجل وامرأة) |
| الاعتراف القانوني بالعلاقات المثلية                                                      | No                                                               |
| السماح للشخص العازب بالتبني بغض النظر عن توجهه الجنسي                                    | Yes                                                              |
| تبني أحد الشريكين للطفل البيولوجي للشريك الآخر                                           | No                                                               |
| التبني المشترك للأزواج المثليين                                                          | No                                                               |
| يسمح للمثليين والمثليات ومزدوجي التوجه الجنسي بالخدمة علناً في القوات المسلحة             | Yes                                                              |
| الحق بتغيير الجنس القانوني                                                               | (منذ عام 1992)                                                   |
| علاج التحويل محظور على القاصرين                                                          | No                                                               |
| الحصول على أطفال أنابيب للمثليات                                                         | No                                                               |
| الأمومة التلقائية للطفل بعد الولادة                                                      | No                                                               |
| تأجير الأرحام التجاري للأزواج المثليين من الذكور                                         | (محظور لجميع الأزواج بغض النظر عن التوجه الجنسي)                 |
| السماح للرجال الذين مارسوا الجنس الشرجي بالتبرع بالدم                                    | (منذ عام 2016)                                                   |